# Araniella silesiaca
Araniella silesiaca là một loài nhện trong họ Araneidae. Loài này được tìm thấy ở Europa. Loài này được miêu tả khoa học năm 1876